# Хлєбникова Марина Арнольдівна
Марина (Марія) Арнольдівна Хлєбникова (рос. Марина (Мария) Арнольдовна Хлебникова; нар. 6 листопада 1965, Долгопрудний, СРСР) — радянська та російська співачка. Заслужена артистка Росії (2004). Закінчила Російську академію музики імені Гнесіних. Найбільш відома за композиціями «Чашка кофію», «Дощі», «Сонечку моє, підводься!», «Мій генерал», «Яке було кіно (До побачення)», «Халі-галі» та «Залишся».

## Особисте життя
Народившиеся 6 листопада 1965 в Долгопрудний.
У липні 2019 року заявила, що у неї «серйозне захворювання», через що не будує планів на роки вперед. Проте продовжувала активну концертну діяльність та брала участь у зніманнях, анонсувала видання збірки віршів та завершення написання трилеру.
18 листопада 2021 року потерпіла внаслідок пожежі у своїй квартирі на Ратній вулиці в Москві. Хлєбникову винесли із дворівневої квартири в шоковому стані, співачку поклали до реанімаційного відділення НДІ швидкої допомоги імені Скліфосовського. Артистці діагностували отруєння чадним газом, вона отримала 7 % опіків тіла, її приєднали до апарату штучної вентиляції легень, а пізніше ввели в медикаментозну кому.
9 квітня 2022 року була на телепередачі «Привет, Андрей» де і розповіла, що сталося насправді та заспівала нову пісню..

## Дискографія
- 1995 — «Останься» («Залишся»)
- 1996 — «Били Бом»
- 1997 — «Чашка кофию» («Чашка кофію»)
- 1999 — «Фотоальбом»
- 2001 — «Солнышко моё, вставай!» («Сонечку моє, підводься!»
- 2005 — «Кошки моей души» («Кішки моєї душі»)
- 2021 — «Жызнь» («Життя»)